# 深屈

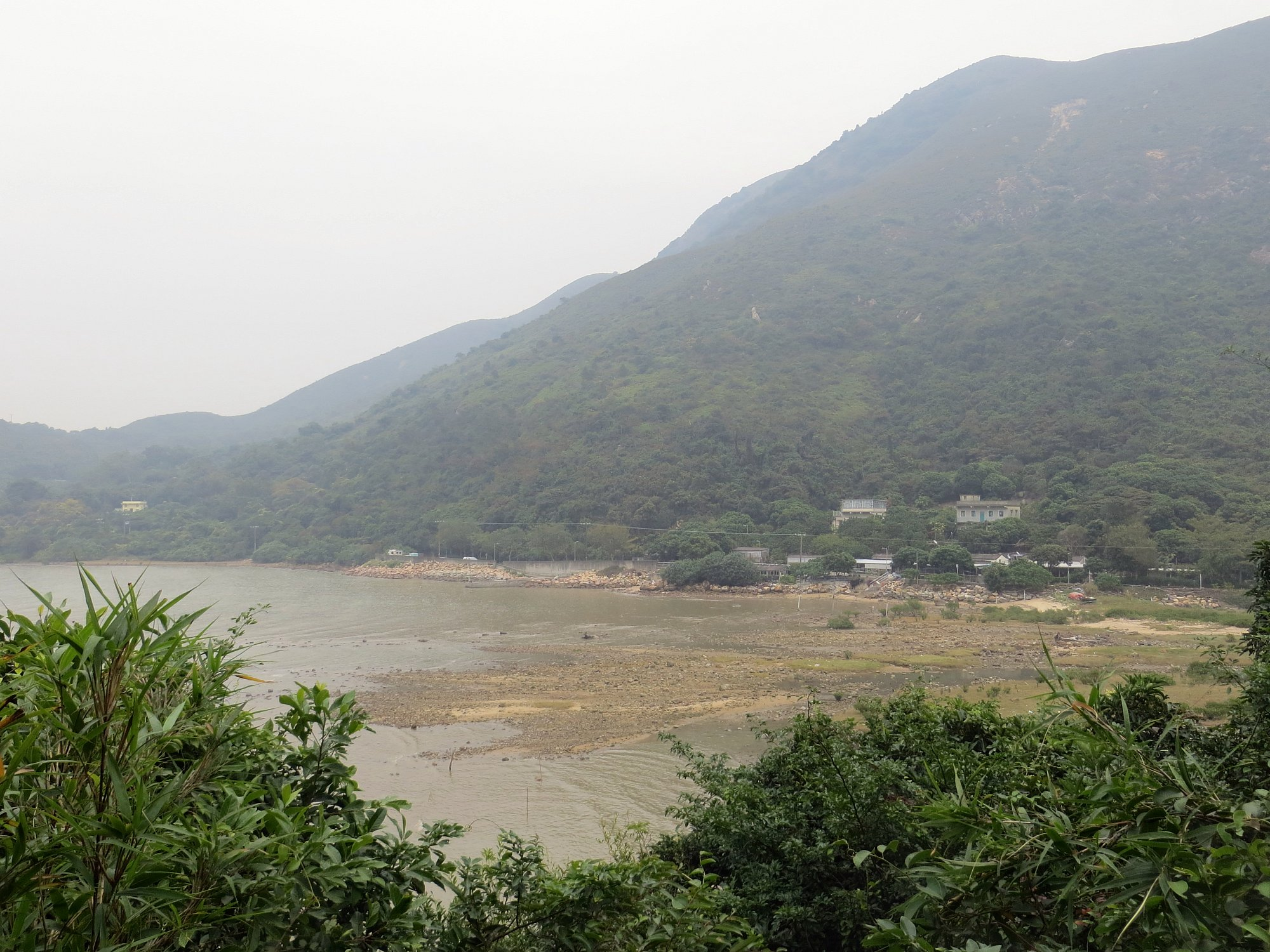
遠眺深屈村

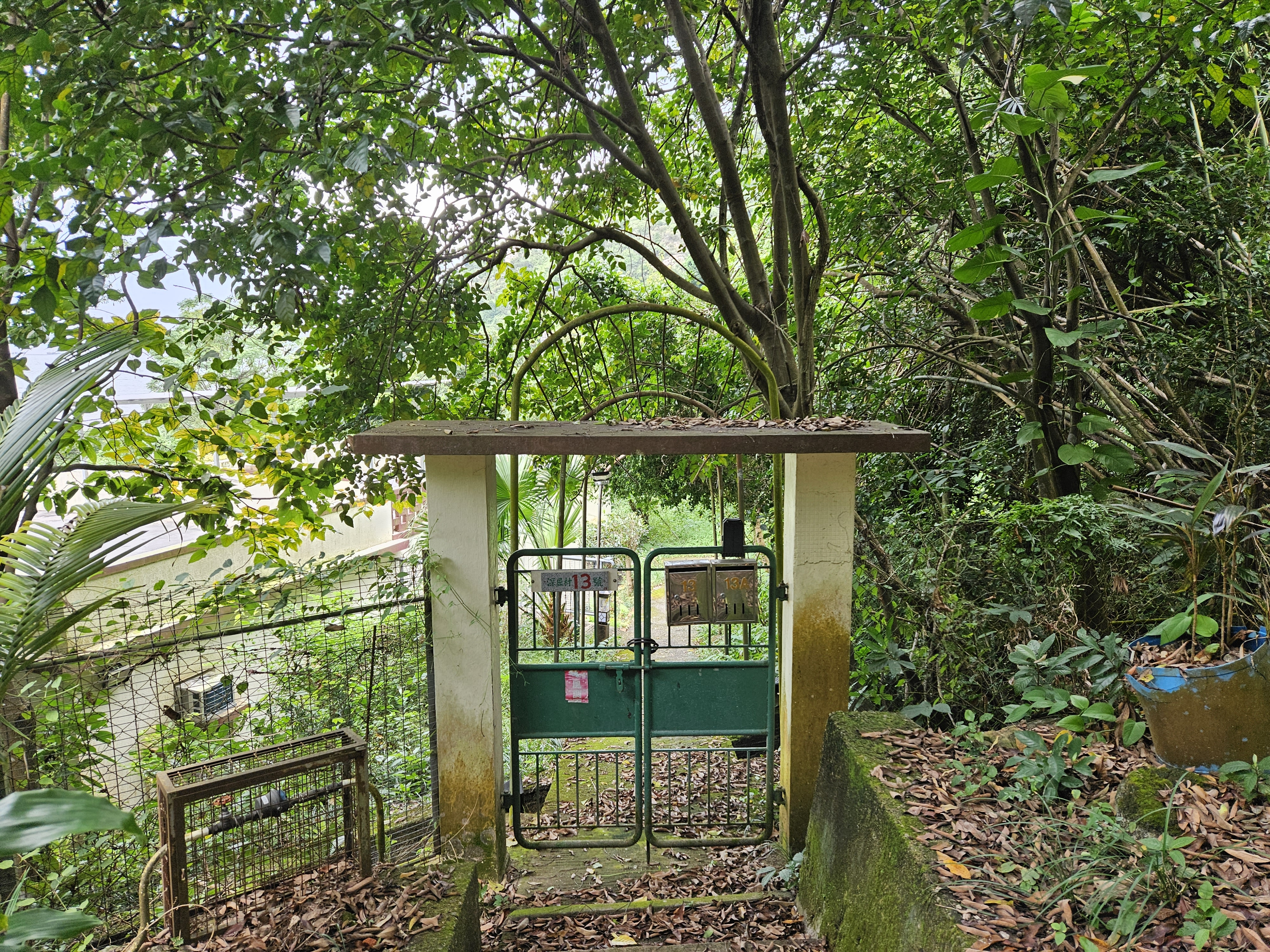
深屈村13號

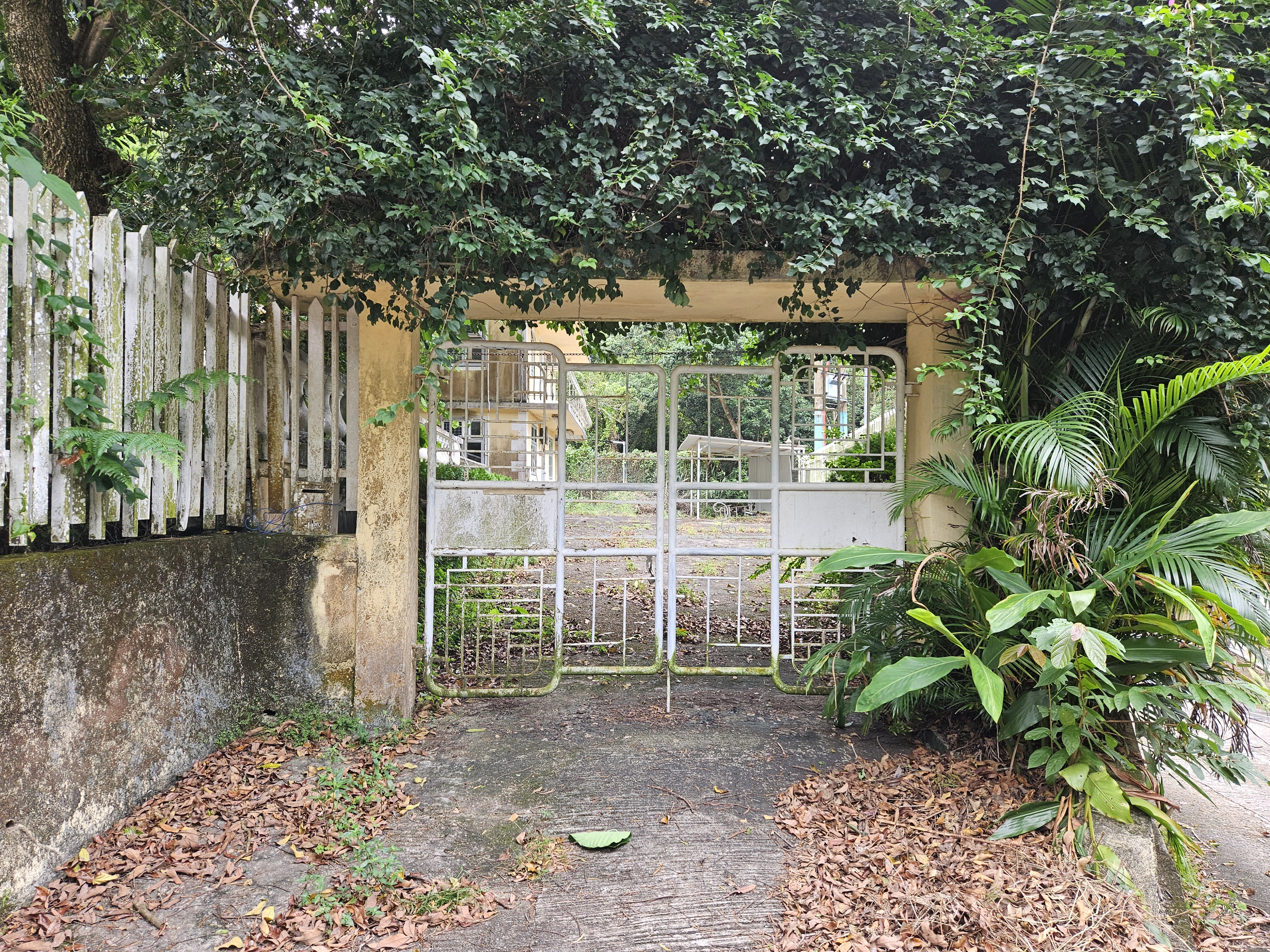
深屈村36號

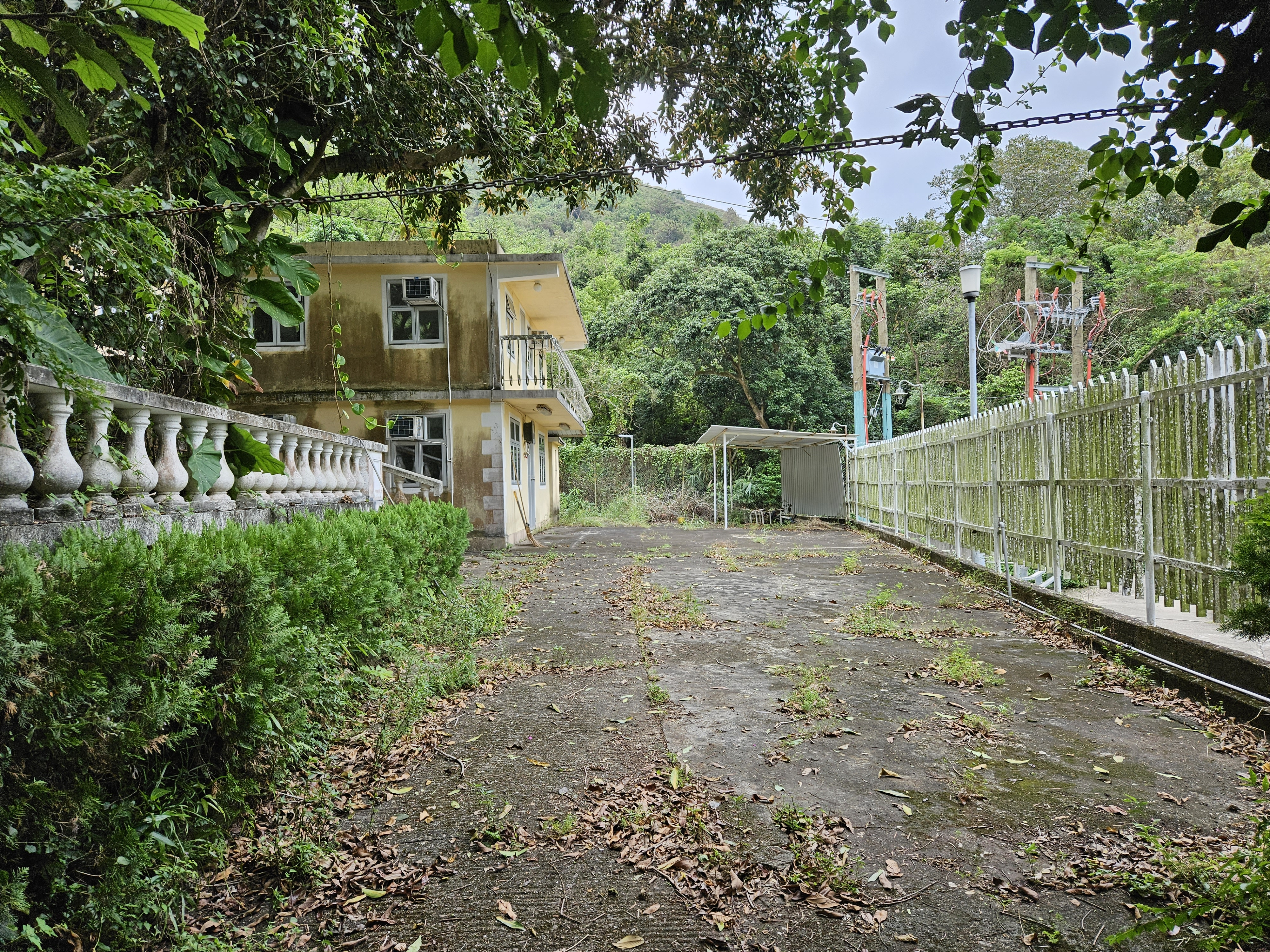
深屈村36號

深屈（英語：Sham Wat）是香港新界大嶼山的一個地方，位於沙螺灣及大澳之間。在深屈以北的海灣被命名為深屈灣。
深屈一帶昔日為農田，現改作果園，盛產香蕉、荔枝及黃皮。

## 近況
2012年10月，英國註冊公司Zip Adventures Ltd.計劃於深屈河上流，與昂坪360纜車站西北，興建歷奇活動設施，推廣在外國郊區盛行的飛索滑行旅程（Zipline tour）。

## 區議會議席分佈
深屈現時維持低度人工發展的狀態，常住人口較少，因此整個深屈都劃入大嶼山選區。

## 鄰近地點
- 茜草灣 (大嶼山)